# Lamborghini Espada Prototype
Lamborghini Espada Prototype – prototyp czteromiejscowego auta sportowego firmy Lamborghini.
Gdy w 1967 Lamborghini przedstawiło pojazd pod nazwą Marzal, był to wyraźny sygnał, że Lamborghini w najbliższym czasie planuje zbudowanie 4-osobowego samochodu. Co prawda firma wcześniej produkowała auta 2+2, jednak z tyłu wygodnie podróżować mogły tylko dzieci. Marzal nie został wprowadzony do sprzedaży, gdyż był zbyt futurystyczny. Firma Bertone, której zlecono projekt nowego modelu, przystąpiła do pracy, a nadzór nad tym projektem prowadził Marcello Gandini.
Silnik R6 zastąpiono jednostką V12 oraz przeniesiono go do przodu. Wygląd był bardziej stonowany w porównaniu z Marzalem, jednak zachowano unoszone do góry drzwi. Mimo że auto prowadziło się dobrze, to nie przypadł do gustu Ferrucciowi Lamborghiniemu i auto zostało przeprojektowane ponownie przez Bertone. Wartościowe części z wcześniejszego prototypu zostały wykorzystane do budowy nowego. Jedyne co zostało to nadwozie, które leży pod płotem fabryki w Sant’Agata Bolognese.